# Oxyde d'hexafluoropropylène
L'oxyde d'hexafluoropropylène (HFPO) est un composé chimique de formule CF3C2F3O. Il s'agit de l'époxyde de l'hexafluoropropylène CF3CF=CF2, analogue fluoré de l'oxyde de propylène CH3C2H3O. C'est un intermédiaire industriel clé dans la production de certains lubrifiants synthétiques à base de fluoropolymères. Il est obtenu par oxydation de l'hexafluoropropylène au moyen d'oxygène ou d'un autre oxydant.